# Біржова операція
Біржова́ опера́ція — угода, що відповідає сукупності зазначених нижче умов:
- якщо вона являє собою купівлю-продаж, поставку та обмін товарів, допущених до обігу на товарній біржі;
- якщо її учасниками є члени біржі;
- якщо вона подана до реєстрації та зареєстрована на біржі не пізніше наступного за здійсненням угоди дня.